# Bitwa pod Kokenhausen
Bitwa pod Kokenhausen (lub bitwa pod Kokenhuzą, bitwa pod Koknese) – bitwa rozegrana w Kokenhausen (dzisiejsza Koknese) na Łotwie w dniu 23 czerwca 1601, w czasie wojny polsko-szwedzkiej o Inflanty.

## Przed bitwą
Po ogłoszeniu przez króla polskiego Zygmunta III Wazy inkorporacji Estonii do Rzeczypospolitej, w roku 1600 doszło do pierwszych starć, które początkowo miały jedynie charakter zaczepny i zwiadowczy. Jednak na początku roku 1601 armia szwedzka przeszła do ofensywy. Główne siły minęły Rygę i skierowały się dalej na południe i wschód. 28 marca 1601 roku armia szwedzka rozpoczęła oblężenie ufortyfikowanego miasta Kokenhausen. 1 kwietnia miasto zostało zdobyte, lecz polska załoga broniła się nadal w zamku. Czterokrotnie odparto szturm nieprzyjaciela. W rezultacie Szwedzi zaprzestali szturmów i poprzestali na blokadzie załogi. Karol IX Waza dowodzenie wojsk w Inflantach przekazał swemu synowi Carlowi Gyllenhielmowi. Wiosną 1601 roku Sejm Rzeczypospolitej uchwalił podatki na wojsko, więc armia mogła wyruszyć do Inflant. W oczekiwaniu na długo zbierające się poczty magnackie hetman Radziwiłł zlecił pułkownikowi Janowi Sicińskiemu podjęcie akcji, której celem było odcięcie Szwedów od dostaw żywności i zamknięcia ich w murach miasta. Podczas próby odsieczy zginęło około 600 Szwedów. Z powodu braku dużych dział Radziwiłł nie mógł skutecznie zakończyć oblężenia stacjonujących w mieście wojsk. Dopiero 8 czerwca przybyły posiłki dowodzone przez hetmana polnego litewskiego Jana Karola Chodkiewicza. W połowie czerwca do Inflant dotarły natomiast posiłki szwedzkie, których zamierzeniem było zniesienie blokady załogi szwedzkiej w Kokenhausen.
Do walnej bitwy doszło pod murami twierdzy, w otwartym polu. Hetman wielki litewski Krzysztof „Piorun” Radziwiłł dysponując 2900 jazdy, 300 piechurów oraz 17 dział (w bitwie użyto 9 dział, resztę ulokowano pod murami miasta) pokonał dowodzoną przez Carla Carlssona Gyllenhielma armię szwedzką liczącą ok. 5000 żołnierzy (4000 jazdy i 900 piechurów oraz 17 dział), która przybyła na pomoc obleganym Szwedom. Co do liczebności obu wojsk źródła podają różne sumy żołnierzy, ale w przypadku Rzeczypospolitej liczba ta oscyluje pomiędzy 3000, a nawet 4000, w przypadku Szwedów w okolicach 5000.

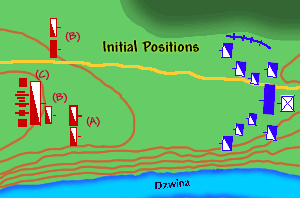
Rozstawienie wojsk pod Kokenhausen

## Rozstawienie wojsk
Litewskie siły zostały podzielone na 4 części: centrum stanowił huf główny pod dowództwem Chodkiewicza (husaria) oraz Janusza Radziwiłła (syna Krzysztofa) złożony z około 1000 konnicy, na prawym skrzydle dowodził Krzysztof Mikołaj Dorohostajski (husaria), na lewym Piotr Stabrowski. Litewski wódz stał kilkaset metrów od swoich sił na wzgórzu z oddziałem, tworzącym hufiec walny, obserwując całe pole bitwy. Należy zaznaczyć, iż głównodowodzący litewskimi wojskami skupił większość swoich oddziałów na swym prawym skrzydle, nie chcąc doprowadzać do początkowego starcia ze szwedzką piechotą.
Piechota szwedzka została rozlokowana w centrum, 17 dział zostało ulokowanych za nią w celu sprowokowania jazdy litewskiej do bezskutecznych natarć. Aby ochronić piechurów od szarży husarii, wykopano wały ochronne oraz rozstawiono kozły hiszpańskie. Jazda szwedzka została podzielona równo na obu skrzydłach w dwóch rzutach, co uniemożliwiło manewrowanie podczas bitwy z powodu wąskiego terenu (szerokość pola bitwy wynosiła bowiem 600 m). Gdy Gyllenhielm spostrzegł, iż siły polskie skupiają się na lewym skrzydle szwedzkim, zrozumiał swój błąd w ustawieniu, jednak statycznie ustawione oddziały nie miały już miejsca oraz czasu na przegrupowanie. Na prawej stronie stanęło pospolite ruszenie z Inflant, na lewym rajtaria fińska. Prawe skrzydło szwedzkie dodatkowo było osłaniane przez tabor ustawiony przy granicy z pobliskim lasem.
Południową rubież pola bitwy stanowiła Dźwina, północną lasy oraz bagna.

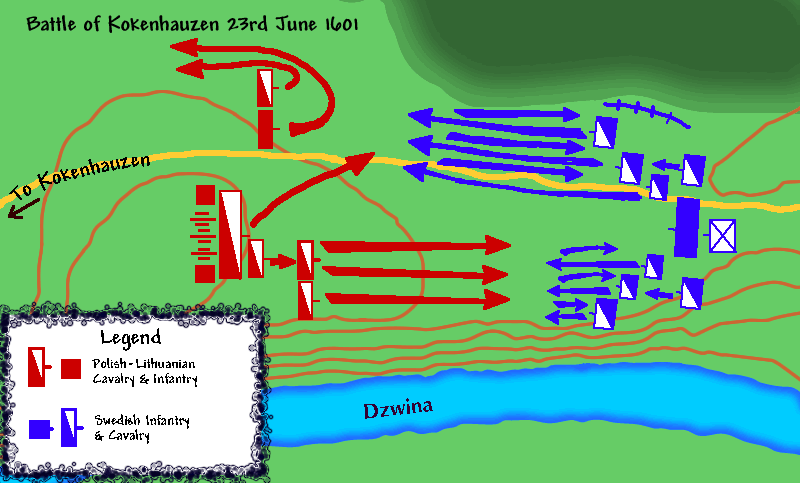
Ruchy wojsk podczas bitwy

## Przebieg bitwy
Do pierwszego starcia doszło, gdy siły litewskie zostały zaatakowane przez lewe skrzydło szwedzkie. Odparto jednak szarżę fińskich jeźdźców. W czasie starcia do walki ruszyła husaria Dorohostayskiego. Uderzenie z flanki przesądziło losy spotkania: jazda szwedzka rzuciła się do ucieczki. Natomiast prawe skrzydło szwedzkie chwilowo przeważało nad jazdą i piechotą litewską. Siły litewskie z tego skrzydła zaczęły się cofać. Jednak pułk dowodzony przez Krzysztofa Radziwiłła, posłany na pomoc lewemu skrzydłu, przełamał szyk szwedzki. Ich jazda schroniła się do lasu starając się przedostać dalej na północ. Tymczasem w centrum bohaterska obrona Szwedów dzięki kozłom hiszpańskim, zmusiła Litwinów do użycia dział, które wsparły husarię. Bitwa zakończyła się około 14. Zginęło w niej ok. 2000 Szwedów (Litwinów około 100–200). Sukces osiągnięto dzięki szybkości uderzenia jazdy, dobremu użyciu odwodów, które stanowiły trzecią część całej armii oraz decydującemu ostrzałowi artylerii skierowanemu w stronę piechoty szwedzkiej ukrytej za umocnieniami. Gyllenhielma zawiodły siły szwedzkie stacjonujące w Kokenhausen, które nie wsparły go podczas bitwy. Należy również wspomnieć, iż za kontrolę pola bitwy w pobliżu murów miasta odpowiedzialny był oddział litewski, złożony z około 500 piechoty oraz ośmiu dział pod dowództwem Ottona Denhoffa, który nie brał udziału w walce, jednak przeciwdziałał możliwej kontrakcji z miasta.

## Po bitwie
Tego samego dnia skapitulowały oddziały szwedzkie oblegane w mieście w sile 1800 żołnierzy. Po udanej bitwie armia zwróciła się w kierunku miejscowości Kieś, którą zdobyto. Zwycięskiego marszu nie kontynuowano, bowiem nieopłacane wojsko zaczęło się rozchodzić. Do tego doszły spory Radziwiłła z Chodkiewiczem, co doprowadziło do nieudanego oblężenia Rauny. W połowie sierpnia Radziwiłł dysponował już zaledwie 1400 żołnierzami dziesiątkowanymi przez choroby. W rezultacie polsko-litewskie wojska wycofały się do Rygi. Kampania musiała się zakończyć.